# عرقان (شرس)

تعديل مصدري - تعديل

عرقان هي إحدى قرى عزلة شرس الاسفل بمديرية شرس التابعة لمحافظة حجة، بلغ تعداد سكانها 198 نسمة حسب تعداد اليمن لعام 2004.